# Mineralmangel
 Der er for få eller ingen kildehenvisninger i denne artikel, hvilket er et problem. Du kan hjælpe ved at angive troværdige kilder til de påstande, som fremføres i artiklen.

Denne artikel omhandler mineralers funktioner og egenskaber samt hvilke problemer, der kan opstå ved mineralmangel.
Fosfor (P)
Byggesten i skelet og tænder. Ved mangel kommer der fald i: Mælkeydelse vægt, ædeadfærd. Hos enmavede er nyrerne det vigtigste sted for regulering af blodets fosfor-niveau og fosfor-homeostasen, mens det hos drøvtyggere varetages af spytkirtlerne. Skal løbende tilføres
Magnesium (Mg)
Essentiel for proteinsyntesen. Indgår i skelettet, og er en essentiel del af ekstracellulærvæskerne i kroppen. Magnesium optages hos drøvtygger både i vom, bladmave og tynd- og tyktarm. Hos enmavede dyr sker det i blind- og tyktarm.
Natrium (Na), Kalium (K) og Klor (Cl)
Opretholdelse af væskebalance og syre-basebalance og energioverførelse. Ved mangel kommer der: Langvarig diarre, ekstrem svedproduktion. Natrium, kalium og klor findes i store mængder som opløste ioner. Natrium, kalium og klor optages i vomepitelet og tarmen. Overskuddet udskilles via urinen som salte eller som sved.
Svovl (S)
Mangel på svovl vil få følger for alle livsytringer og produktionsforhold. I meget store mængder i organismen. Optages i tarmen hos enmavede og i vommen hos drøvtyggere. Overskud af svovl udskilles med urinen som sulfat, eller som protein gennem mælken
Zink (Zn)
Zink hjælper bugspytkirtlens produktion og sekretion af hormonet insulin og har effekt på dyrets immunkompetence. Stabilisere protein associeret til DNA-strengene Giver ved mangel nedsat appetit, stor spytsekretion, nedsat vækst, ”dårlig trivsel”, hudlæsioner, tab af pels og dårlig heling. Zink er essentiel mange steder i organismen. 
Funktionen af mere end 200 enzymer er afhængig af tilstedeværelsen af zink, fordi zinkionen stabilisere enzymet i en rumlig konfiguration. Absorption af zink sker i tarmen og foregår både passivt og aktivt. Udskilles hovedsagligt med fæces
Kobber (Cu)
Kobber indgår i: Cellernes energiproduktion, knogledannelse, hjerteudvikling, dannelse af bindevæv, dannelse af keratin – horn og hår og dannelse af pigmenter i pelsen. Giver ved mangel anæmi, dvs. for lav produktion af røde blodlegemer, læsioner i hjertet med døden til følge. Absorption af kobber sker i tarmen.
Jern (Fe)
Enzymer der behøver jern i deres omsætning er katalase og peroxidase (indgår i Krebs’ cyklus). Mangel på jern giver kraftigt angreb af parasitter og dermed blodtab. Unge dyr kan dog udvikle anæmi. Jern indgår i størst mængde af organismen. Jern optages i tyndtarmen, og i situationer med underskud bliver der optaget 60-70 % jern, mens der ved tilpas forsyning kun optages 2-5 %. Ved overskud af jern vil det virke toksisk.
Molybdæn (Mo)
Molybdæn er essentielt og indgår i dyrenes stofomsætning. Der findes ikke nogle sikre symptomer på molybdæn mangel. Absorberes i tyndtarmen og udskillelse via urinen, og en lille del via mælken
Mangan (Mn)
Aktivatorer for enzymer, medvirker til opbygning af væv, medvirker til reproduktionscyklus og er organismens forsvar mod let oxiderbare forbindelser.
Der er ikke nogen sikre symptomer på mangan mangel, fordi foderet indeholder rigeligt mangan i forhold til optagelseskapaciteten og behovet for dyret. Mangan er fordelt over hele organismen, men i meget lave koncentrationer. Absorptionen af mangan foregår i hele tyndtarmen. Udskillelse sker via mælk og urin
Jod (I)
Det eneste jod er essentiel for er dets rolle i dannelsen af hormonerne thyroxin (T4) og trijodthyronin (T3), disse hormoner har dog en vigtig effekt for udviklingen og funktionen af det dyriske organisme. Resulteres i blinde, nøgne, svækkede, endog døde kalve ved fødslen hæmme udviklingen af hjernevævet og påvirke reproduktionscyklen. Det kan være årsag til træthed m.m. derfor gives det som tilskud i salt. Jod optages direkte i vommen, dog en lille del i løben. Udskilles med urinen, sved og mælken.
Selen (Se)
Selen er et metaliod der i små mængder indgår som essentiel bestanddel i stofskiftets vedligeholdelse og omsætning af metabolitter	Den synlige mangelsymptom på selen er ernæringsbetinget muskeldystrofi (”white muscle desease”, dårlig trivsel, anæmi og dårlig reproduktionsresultater samt andre karakteristiske effekter. Absorption af selen hos drøvtyggere er generelt lavere ed hos enmavede dyr, det foregår i tarmen. Selen udskilles via urinen, dog en lille del via udåndingsluften